# 瓦莲京娜·谢苗诺芙娜·舍甫琴科
瓦莲京娜·谢苗诺芙娜·舍夫琴科（羅馬化：Valentyna Semenivna Shevchenko；1935年3月12日—2020年2月3日），苏联烏克蘭裔党和国家领导人，教育学副博士。曾任乌克兰苏维埃社会主义共和国教育部副部长、对外友好文化协会主席团主席、最高苏维埃主席团主席等职务。

## 生平
- 1935年3月12日生于第聂伯罗彼得罗夫斯克州克里维里赫的一个矿工家庭，原姓索利亚尼克。
- 1954年-1957年，克里维里赫中学地理教师，共青团克里维里赫市委书记。1957年加入苏联共产党。
- 1957年-1960年，基辅大学地理系学习。[1]
- 1960年-1962年，乌共克里维里赫市捷尔任斯基区委书记。
- 1962年-1969年，乌克兰共青团中央书记处书记。
- 1969年-1972年，乌克兰苏维埃社会主义共和国教育部副部长。1972年获教育学副博士学位。
- 1972年-1975年，乌克兰对外友好和文化交流协会副主席。
- 1975年-1985年3月，乌克兰苏维埃社会主义共和国最高苏维埃主席团副主席。期间，1984年11月-1985年3月兼任代主席。
- 1985年3月-1990年6月，乌克兰苏维埃社会主义共和国最高苏维埃主席团主席。期间，1985年7月-1989年5月，苏联最高苏维埃主席团副主席。
- 1991年起退休。
- 1997年9月起，乌克兰儿童国家基金会主席。
- 2002年起，乌克兰女企业家大会主席。
- 2020年2月3日于基辅逝世，享年84岁。葬于拜科夫公墓[2]。

舍夫琴科是苏共25-27大代表，第27届中央委员；苏联人民代表大会代表；第9-11届乌克兰苏维埃社会主义共和国最高苏维埃代表。

## 荣誉
- 十月革命勋章
- 各民族人民友谊勋章
- 乌克兰苏维埃社会主义共和国最高苏维埃荣誉证书（1968年）
- 乌克兰三级奧爾加公主勛章（烏克蘭語：Орден княгині Ольги）（1998年）
- 乌克兰二级奥尔加公主勋章（2005年）
- 乌克兰一级奥尔加公主勋章（2009年）
- 乌克兰五级智者雅羅斯拉夫王子勛章（2010年）
- 基辅荣誉市民（烏克蘭語：Почесні громадяни Києва）（2005年）